# Vitaya
Vitaya — колишній жіночий журнал, що видавався в Бельгії, заснований у 2001 році. Журнал належав компанії De Persgroep. У лютому 2017 року Vitaya був об'єднаний з іншим виданням Persgroep, Goed Gevoel.

## Історія
Журнал був заснований у 2001 році під назвою Evita. Перший номер вийшов 9 травня 2001 року. У 2008 році журнал придбала фламандська телевізійна мережа Vitaya, і того ж року він був перейменований на Vitaya. Пізніше він був проданий Sanoma Media Belgium NV і переніс свою штаб-квартиру з Брюсселя до Мехелена. Sanoma об'єднала свій жіночий журнал Fit & Gezond, заснований у 1992 році, з Vitaya. У травні 2015 року журнал придбала компанія De Persgroep, яка вже володіла однойменною телевізійною мережею. У лютому 2017 року компанія об'єднала журнал Vitaya з іншим своїм виданням, Goed Gevoel.

## Опис
Vitaya виходив щомісяця. Журнал висвітлював теми для жінок, включаючи моду, стиль життя, кулінарію, харчування та здоров'я.